# Миллер, Патина
Патина Миллер (англ. Patina Miller, род. 6 ноября 1984) — американская актриса и певица. Она добилась известности благодаря главной роли в мюзикле «Действуй, сестра», основанном на одноимённом фильме. Эта роль принесла ей номинации на премию Лоренса Оливье в 2010 году за игру в Лондонской версии, и на «Тони» в 2011, за бродвейскую. В 2013 году она добилась ещё большего успеха благодаря главной роли в бродвейском мюзикле Pippin, которая принесла ей «Тони» за лучшую женскую роль в мюзикле.
Миллер родилась в Южной Каролине и в 2006 году окончила Университет Карнеги — Меллон, после чего взяла на себя второстепенную роль в дневной мыльной опере ABC «Все мои дети». После успеха на сцене, Миллер получила роль в кинофильмах «Голодные игры: Сойка-пересмешница. Часть 1» и «Голодные игры: Сойка-пересмешница. Часть 2». В 2014 году она продолжила карьеру на экране с регулярной ролью в сериале CBS «Мадам госсекретарь».
В июне 2014 года Миллер вышла замуж за Дэвида Марса. 9 Августа 2017 года у пары родилась дочь Эмерсон Харпер Марс.

## Фильмография
| Год         | Название на русском                        | Название на английском                | Роль            | Примечания                                 |
| ----------- | ------------------------------------------ | ------------------------------------- | --------------- | ------------------------------------------ |
| 2007-2008   | Все мои дети                               | All My Children                       | Пэм Хендерсон   | Дневная мыльная опера, второстепенная роль |
| 2014 — 2019 | Мадам госсекретарь                         | Madam Secretary                       | Дейзи Финч      | Регулярная роль                            |
| 2014        | Голодные игры: Сойка-пересмешница. Часть 1 | The Hunger Games: Mockingjay — Part 1 | командир Пейлор |                                            |
| 2015        | Голодные игры: Сойка-пересмешница. Часть 2 | The Hunger Games: Mockingjay — Part 2 | командир Пейлор |                                            |